# دون روبرتسون (ملحن)
دون روبرتسون (بالإنجليزية: Don Robertson)‏ هو ملحن أمريكي، ولد في 1942.

## وصلات خارجية
- دون روبرتسون على موقع ميوزك برينز (الإنجليزية)
- دون روبرتسون على موقع ديسكوغز (الإنجليزية)